# Волока (річка)
Волока — річка  в Україні, у  Жмеринському районі Вінницької області, права притока  Південного Бугу (басейн Чорного моря).

## Опис
Довжина річки 18 км. Формується з багатьох безіменних струмків та водойм.  Площа басейну 39,6 км².

## Розташування
Бере  початок на південному сході від Тартаку. Спочатку тече на південний схід через Леляки, а потім на північний схід через Могилівку і впадає у річку Південний Буг. 
Річку перетинає автомобільна дорога Т 0242